# Umeme FC
Umeme Football Club w skrócie Umeme FC – ugandyjski klub piłkarski grający niegdyś w pierwszej lidze ugandyjskiej, mający siedzibę w mieście Jinja. Wcześniej nosił nazwę Uganda Electricity Board FC (UEB FC).

## Sukcesy
- Puchar Ugandy[1]:
  - zwycięstwo (1): 1996.

## Występy w afrykańskich pucharach
| Sezon | Rozgrywki                 | Runda   | Kraj       | Klub              | Dom | Wyjazd | Dwumecz |
| ----- | ------------------------- | ------- | ---------- | ----------------- | --- | ------ | ------- |
| 1996  | Puchar CAF                | 1       | Kenia      | Kenya Breweries   | 1–0 | 0–2    | 1–2     |
| 1997  | Puchar Zdobywców Pucharów | wstępna | Etiopia    | Awassa Flour Mill | 3–0 | 2–0    | 5–0     |
| 1997  | Puchar Zdobywców Pucharów | 1       | Kamerun    | Racing Bafoussam  | –   | –      | –       |
| 1997  | Puchar Zdobywców Pucharów | 2       | Algieria   | MC Oran           | 2–0 | 0–3    | 2–3     |
| 1998  | Puchar CAF                | 1       | Zimbabwe   | CAPS United       | –   | –      | –       |
| 1998  | Puchar CAF                | 2       | Madagaskar | DSA Antananarivo  | 3–2 | 0–1    | 3–3     |

## Stadion
Domowe mecze klub rozgrywa na stadionie o nazwie Nelson Mandela National Stadium w Kampali, który może pomieścić 45000 widzów.

## Reprezentanci kraju grający w klubie
Stan na czerwiec 2023.
| - Iddi Batambuze - Fred Habineza - David Kiwanuka - Ibrahim Kizito - Ibrahim Kongo | - Patrick Mbazira - Charles Ogwang - Friday Senyonjo - Robert Tumusiime |